# Šahdara
Šahdara (tadž. Шоҳдара, rus. Шахдара) je lijevi pritok Gunta u jugoistočnom Tadžikistanu.
Šahdara izvire u istočnom dijelu Šahdarskog grebena, nedaleko od prijevoja Matz i afganistanske granice, na krajnjem jugu planine Pamir. Odatle teče u smjeru zapada. Odvaja Šahdarinski greben na jugu od Šugnanskog grebena na sjeveru. U donjem toku skreće prema sjeveru i ulijeva se u rijeku Gunt u Horogu, 7 km prije nego što se ušća Gunta u Panj, koja je jedna od dvije izvorišne rijeka Amu-Darje.
Natapa se otopljenom vodom iz ledenjaka i otapanjem snijega. Dugaje 142 km, s površinom porječja od 4180 km2. Prosječni protok je 35,2 m3/s. Voda Šahdare se koristi za navodnjavanje.

## Vanjske poveznice
|  | Zajednički poslužitelj ima još gradiva o temi Šahdara |